# PalaMinardi
Il PalaMinardi è un impianto di ultima generazione costruito nel 1998 per ospitare le partite della allora squadra locale Virtus Ragusa.
È stato aperto nel settembre 1998 e appartiene al Comune di Ragusa.
Ha ospitato le partite della Nova Virtus Ragusa, formazione che ha militato quasi un decennio in Legadue, ma in seguito al fallimento della stessa e alla creazione di una nuova società la Nova Virtus Ragusa (Serie C Dilettanti) si è preferito utilizzare il più piccolo e accogliente PalaPadua.
La capienza ufficiale per le partite di pallacanestro è di circa 3800 posti. Il palazzo inoltre ospita società di arti marziali che svolgono la loro attività in uno dei grandi spazi posti al di sotto delle gradinate. Ha inoltre ospitato due importanti manifestazioni sportive legate al mondo della pallavolo: gli Europei Juniores maschili (2000) e una partita di World League Italia-Francia (risultato finale 0-3).
Nonostante sia stato realizzato relativamente da poco, il PalaMinardi ha ricevuto già diverse ristrutturazioni, la più importante delle quali è stata nel 2008, con la realizzazione di un nuovo funzionale parcheggio che dallo stesso anno è anche diventato il nuovo ingresso della struttura.
Il nome è in ricordo di Giuseppe (meglio conosciuto come Pino) Minardi, storico cestista ragusano tristemente scomparso qualche anno prima della costruzione dell'impianto.